# Kazimierz Mystkowski
Kazimierz Wiktor Józef Mystkowski (ur. 23 lutego 1871 w Ciszewie, zm. 24 grudnia 1935 w Kaliszu) – polski przemysłowiec, strażak, działacz społeczny, polityk, poseł na Sejm Ustawodawczy w II RP z ramienia Związku Ludowo-Narodowego.

## Życiorys
Ukończył Gimnazjum Klasyczne w Kaliszu. Swoją działalność przedsiębiorczą zaczął w 1892 roku od małego sklepu ze słodyczami. W 1899 roku kupił Parową Fabrykę Pierników i Biszkoptów w Kaliszu. Znacząco rozwinął działalność firmy, która w 1911 roku miała 160 000 rubli kapitału zakładowego i 350 000 rubli rocznego obrotu. 
W 1895 roku wstąpił do Ochotniczej Straży Ogniowej w Kaliszu. W latach 1907–1914 był dowódcą oddziału. W 1925 roku został zastępcą naczelnika, a w latach 1930-1935 pełnił funkcję naczelnika kaliskiej Ochotniczej Straży Ogniowej. Był również wiceprezesem kaliskiego oddziału powiatowego Głównego Związku Straży RP. 
W 1919 roku uzyskał mandat poselski z listy nr 5 w okręgu wyborczym nr 10 (Kalisz). Pracował w komisjach: odbudowy kraju i przemysłowo-handlowej. Należał do klubu Związku Sejmowego Ludowo-Narodowego. Zasiadał też w Zarządzie Głównym Związku Ludowo-Narodowego.
Był zastępcą pełnomocnika Towarzystwa Kredytowego Miasta Kalisza oraz członkiem oddziału kaliskiego Polskiego Towarzystwa Krajoznawczego. Należał do Stowarzyszenia Przemysłowców Chrześcijańskich oraz do Towarzystwa Popierania Przemysłu Ludowego. Był prezesem Stowarzyszenia Rzemieślników Chrześcijańskich w Kaliszu.
Zmarł w Wigilię Bożego Narodzenia w 1935 roku. Został pochowany na Cmentarzu Miejskim w Kaliszu.

## Życie prywatne
Pochodził z rodziny szlacheckiej herbu Puchała. Był synem Pawła Jana i Marii z domu Leinweber. Ożenił się z Zofią Antoniny Gorczycką. Miał syna Tadeusza.